# Mostafa Mohamed
Mostafa Mohamed Ahmed Abdallah (Guiza, 28 de noviembre de 1997), más conocido como Mostafa Mohamed, es un futbolista egipcio que juega de delantero en el F. C. Nantes de la Ligue 1.

## Selección nacional
Mohamed fue internacional sub-20 y sub-23 con la selección de fútbol de Egipto, y desde 2019 es internacional absoluto.

## Clubes
| Club                            | País    | Año       |
| ------------------------------- | ------- | --------- |
| Zamalek S. C.                   | Egipto  | 2016-2021 |
| El Dakhleya S. C. (cedido)      | Egipto  | 2016-2017 |
| Tanta S. C. (cedido)            | Egipto  | 2017-2018 |
| Tala'ea El Gaish S. C. (cedido) | Egipto  | 2018-2019 |
| Galatasaray S. K. (cedido)      | Turquía | 2021      |
| Galatasaray S. K.               | Turquía | 2021-2023 |
| F. C. Nantes (cedido)           | Francia | 2022-2023 |
| F. C. Nantes                    | Francia | 2023-     |

## Palmarés

### Títulos nacionales
| Título                   | Club          | País   | Año  |
| ------------------------ | ------------- | ------ | ---- |
| Copa de Egipto           | Zamalek S. C. | Egipto | 2019 |
| Supercopa de Egipto      | Zamalek S. C. | Egipto | 2019 |
| Premier League de Egipto | Zamalek S. C. | Egipto | 2021 |

### Títulos internacionales
| Título                           | Club (*)                   | Sede   | Año  |
| -------------------------------- | -------------------------- | ------ | ---- |
| Copa Africana de Naciones Sub-23 | Selección de Egipto sub-23 | Egipto | 2019 |
| Supercopa de la CAF              | Zamalek S. C.              | Doha   | 2020 |

(*) Incluyendo la selección.